# Sawiris ibn al-Muqaffa
Severus o Sawiris, de nom de naixement Abu-l-Bixr, però més conegut com a Ibn al-Muqaffa (àrab: ساويرس بن المقفع, Sāwīrus b. al-Muqaffaʿ), o encara com Sever d'El Ashmunein (àrab: ساويرس الأشمونين, Sāwīrus al-Axmunayn) (segle x) fou un monjo, teòleg i historiador copte d'Egipte. Hauria nascut vers el 900 i mort vers 980, durant el patriarcat de Filoteu d'Alexandria (979-1003). Va abandonar una prometedora carrera com a secretari (kàtib) per tal de fer-se monjo i finalment va arribar a ser bisbe d'Axmunayn nomenat pel patriarca Anba Maqqara (932-952). Va escriure alguns llibres de teologia però és famós principalment per la seva història dels patriarques coptes (Síyar al-baya al-muqaddassa) entre el primer, sant Marc, i Xenute (859-880). L'obra va tenir continuïtat i alguns monjos hi van afegir el període fins a Ciril ibn Làqlaq (1236-1241). És una font indispensable per a la història d'Egipte, de l'església d'Egipte i d'Etiòpia, i del cristianisme a Núbia.